# Papaipema furcata
Papaipema furcata là một loài bướm đêm trong họ Noctuidae.